# Municipio de San Miguel Tilquiápam
El municipio de San Miguel Tilquiápam es el municipio número 284 del estado de Oaxaca, México. Está ubicado a 42 km de la capital de estado y pertenece al distrito de Ocotlán de Morelos en la Región de los Valles Centrales. Sus habitantes provienen principalmente de la cultura zapoteca y su lengua materna es el zapoteco. San Miguel Tilquiápam pertenece a uno de los dieciocho grupos étnicos reconocidos en el estado de Oaxaca.
El "Dizaa" es la lengua con las que nacieron los habitantes de este pueblo, y se sigue conservando por los nativos del pueblo. El "Danguia" es el único cerro más grande en los valles centrales y con la mayor diversidad de árboles frondosos y grandes que durante muchos años se ha conservado. Según los historiadores la palabra Tilquiápam tiene su origen en la piedra más grande y visible en todo el valle de Ocotlán y sus alrededores, ubicada encima de este cerro llamado en español "la granada" y "danguia" en Dizaa.
No se han localizado documentos que afirmen los inicios del municipio, solo se sabe que, a principios del siglo XVI, la población era muy pequeña y se habría dividido en dos pequeñas rancherías con una distancia aproximada de un kilómetro entre cada una. Sus habitantes hablaban en su totalidad el zapoteco puro con un pequeño cambio de tono entre cada ranchería.
La pequeña población dividida en dos rancherías, tenía como actividad principal la agricultura, las familias conformadas por un padre, una madre y sus hijos, se pasaban los días trabajando en el campo cultivando maíz, frijol en sus tierras de sembradío, mientras que sus animalitos como chivos, becerros, vacas y sus yuntas que ocupaban para arar la tierra. En sus casas de igual manera tenían gallinas, guajolotes y otras aves de corral con que se abastecían en su alimentación diaria.
Las grandes extensiones de terreno que tenían en su poder los habitantes de San Miguel Tilquiápam, los mantenía ocupados durante todo el año, ya que las lluvias daban la suficiente cantidad de agua que mantenía los ríos siempre llenos de agua dulce. Además la vegetación en el campo era siempre verde. de esta manera la gente se fue acostumbrando a estar trabajando siempre en el campo.
con el paso de los años la población fue creciendo y se juntaron las dos rancherías, y de esa manera San Miguel Tilquiápam se forma en un solo municipio. Antes de que esto sucediera había pequeñas diferencias entre cada ranchería y no se dejaban visitar porque tenían ciertas barreras de seguridad que no permitía que la otra ranchería se acercara. Pero esto desapareció y se unieron ambas comunidades.
Cuando el gobierno inició los trabajos de excavación de minas por la búsqueda de metales preciosos en la zona de San Jerónimo Taviche y Parte de Tilquiápam, llegaron a poblar habitantes que venían de muy lejos parte de los territorios de Tilquiápam, en la parte poniente se quedaron a poblar los habitantes de Yaxe y en la parte oriente se quedaron los habitantes de Minas. Actualmente ambas poblaciones ya son municipios pero sus territorios hace mucho tiempo le perteneció a Tilquiápam. ya que una vez que se terminaran los trabajos de minería la población de minas y de Yaxe ya había crecido considerablemente y se les hacía difícil regresar a sus tierras de origen. Fue así que acordaron las autoridades de Tilquiápam y las autoridades mineras otorgarle una parte del territorio con el fin de quedarse para siempre.
En San Miguel Tilquiapam existe la mayor diversidad de flora y fauna de los valles centrales. en cada uno de los cerros que lo rodean existen diferentes plantas que tienen una característica muy especial, ya que no se repiten en el territorio.
Con el paso de los años el agua ha ido escaseando en los ríos por la falta de lluvias, sin embargo, los árboles que tienen muchos años siguen conservándose verdes.